# Оливейра, Виллер Соуза
Ви́ллер Со́уза Оливе́йра (порт.-браз. Willer Souza Oliveira; 18 ноября 1979, Алдеяс-Алтас) — бразильский футболист.

## Карьера
Оливейра играл за бразильский клуб «Итапипока Эшпорте» в 1999—2001 годах, аргентинский «Индепендьенте» в 2001 году и за российские клубы «Анжи» (Махачкала) (36 матча, 2 гола) в 2002—2004 годах, «Динамо» (Брянск) (42 матча) в 2004—2005, «Луч-Энергия» из Владивостока в 2005—2006, ФК «Орёл» (был арендован у «Луча») во второй части сезона-2006 (7 мячей).
Обладает дриблингом, присущим техничным бразильским игрокам, но из-за того, что часто заигрывается, нередко теряет мяч, к тому же он не силён физически. Во многом поэтому бразильцу не удалось закрепиться на высшем уровне в России. Начинал свою российскую карьеру в махачкалинском «Анжи» под руководством тренера Гаджи Гаджиева, но так и не смог проявить себя в дагестанской команде.
Виллер часто играл за дублёров «Анжи» и в этих матчах иногда показывал красивую и одновременно эффективную игру. Однажды он великолепным ударом поразил ворота дублёров московского ЦСКА со штрафного. Не сумев проявить себя в «Анжи», Виллер перешёл в брянское «Динамо». Оливейра смог стать игроком основного состава и одним из лидеров брянцев и полюбился болельщикам благодаря своей красивой игре. В 2005 году, после того, как Виллер неплохо проявил себя в «Динамо», его купил клуб «Луч-Энергия». В «Луче» бразилец чаще выходил на замену. Самой удачным матчем в составе дальневосточников для Виллера стала кубковая встреча с «Ростовом». Благодаря его красивой и эффективной игре «Луч» прошёл в следующий раунд, где получил в соперники московский «Спартак» и уступил ему в обеих играх (0:1; 0:1). В конце сезона-2005 «Луч» официально оформил выход в Российскую премьер-лигу. Но в Премьер-лиге за «Луч» Виллеру так и не довелось сыграть, в основном он играл за дубль, где нередко забивал. Летом 2006 года «Луч» отдал Оливейру в аренду в «Орёл» до конца того сезона.
В Орле Виллер забил 7 мячей всего за несколько месяцев, но это не помогло «Орлу» избежать вылета из первого дивизиона. В апреле 2007 года Виллер подписал контракт с литовским клубом «Судува». Через год, летом 2008 года, он заключил контракт с белорусским клубом «Сморгонь». В дальнейшем играл за клубы Южной и Центральной Америки и польский «Вигры».
В начале 2013 года Виллер перешёл в душанбинский «Истиклол», провёл в его составе полтора года. За первый сезон сыграл в чемпионате Таджикистана 15 матчей и забил 4 гола, завоевал серебряные медали, стал обладателем Кубка Таджикистана-2013 и Суперкубка-2014. В сезоне 2014 потерял место в составе и сыграв всего 2 матча, покинул «Истиклол» и вернулся в свою предыдущую команду — гватемальский «Алконес».

## Достижения
- Серебряный призёр чемпионата Литвы: 2007
- Серебряный призёр чемпионата Таджикистана: 2013
- Обладатель Кубка Таджикистана 2013
- Обладатель Суперкубка Таджикистана 2014
- Победитель Первого дивизиона: 2005